# Ashes to Ashes (serie televisiva)
Ashes to Ashes è una serie televisiva britannica ideata da Matthew Graham e Ashley Pharoah, ambientata a Londra tra il 1981 e il 1983. La serie è uno spin-off di Life on Mars, anch'essa prodotta dalla Kudos Film & Television. 

## Trama
Ashes to Ashes narra la storia dell'ispettrice capo Alex Drake (Keeley Hawes), membro della Metropolitan Police Service di Londra. Dopo essere stata colpita da un proiettile nel 2008, ella si risveglia nel 1981. La trama ricalca quella della serie Life on Mars, in un contesto di un decennio posteriore nel quale, come il suo singolare predecessore, deve affrontare delle difficoltà di ordine pratico e culturale: tecniche e modalità di indagini diverse, contrasti con colleghi e superiori di sesso maschile, dove persiste un velato sessismo, al quale ella deve con dignità soprassedere. Parte del suo sforzo consiste in come ritornare alla sua epoca ma, con gli sviluppi, si rende conto che questa esperienza non è un viaggio a ritroso con la sua mente, come ella ritiene.

## Episodi
| Stagione         | Episodi | Prima TV originale | Prima TV Italia |
| ---------------- | ------- | ------------------ | --------------- |
| Prima stagione   | 8       | 2008               | 2012            |
| Seconda stagione | 8       | 2009               | 2012            |
| Terza stagione   | 8       | 2010               | 2012            |

## Produzione
La BBC aveva annunciato la realizzazione della terza stagione di Ashes to Ashes, la cui messa in onda era prevista per il 2010. L'8 giugno 2009, intervistato durante il programma televisivo Breakfast TV del canale BBC One, Philip Glenister dichiarò che Ashes to Ashes si sarebbe conclusa con la terza stagione, in cui sarebbe stata svelata la vera identità di Gene Hunt.
Nel 1981 non era presente sul mercato inglese la versione con guida a destra dell'Audi quattro guidata da Gene Hunt. Per le riprese è stata utilizzata una versione del 1983, con alcune modifiche ai fanali anteriori. In un'intervista concessa al quotidiano britannico The Sun, l'attore Philip Glenister ha dichiarato che la produzione era a conoscenza dell'anacronismo.
I titoli di coda appaiono in una schermata nera a caratteri verdi, con tanto di cursore lampeggiante, memoria dei Personal Computer e dei primi Home Computer dell'epoca con monitor a fosfori verdi.

## Distribuzione
La serie è composta da tre stagioni, tutte trasmesse dal canale britannico BBC One. In Italia è stata trasmessa da Rai 4.
Negli Stati Uniti d'America, BBC America ha aggiunto dei sottotitoli per alcuni dialoghi di Gene Hunt, ritenuti di difficile comprensione a causa delle inflessioni del dialetto di Manchester, suscitando reazioni contrastanti tra il pubblico americano.

## Continuità conLife on Mars
Il titolo, ispirato sempre ad una canzone di David Bowie, indica l'epoca e la continuità della serie.
Nel primo episodio, si apprende che Alex Drake ha studiato il caso di Sam Tyler, protagonista della precedente serie, consentendole una discreta familiarità con il suo "nuovo" ambiente di lavoro e il suo dirigente Gene Hunt. Ella ricorda successivamente di esserci stata in epoca infantile, in seguito alla morte accidentale dei suoi genitori.
Durante il corso degli eventi, tutti i personaggi di Ashes to Ashes fanno più volte riferimento a Sam Tyler, ricordandone atteggiamenti e abilità investigative.